# Mathilde van Béthune
Mathilde van Béthune (circa 1230 - 8 november 1264) was vrouwe van Béthune, Dendermonde, Richebourg en Waasten. Ze behoorde tot het huis Béthune-Dampierre.

## Levensloop
Mathilde was de oudste dochter van heer Robrecht VII van Béthune en Elisabeth, dochter en erfgename van heer Arnold IV van Morialmé. In 1245 werd ze door haar vader aangesteld tot erfgename van diens bezittingen.
Op 2 februari 1246 huwde ze op ongeveer zestienjarige leeftijd met Gwijde van Dampierre (1226-1305), die in 1278 zijn moeder Margaretha van Constantinopel opvolgde als graaf van Vlaanderen. Na het huwelijk schonk Robrecht VII zijn dochter het grootste deel van zijn landerijen en titels.
Na de dood van haar vader in 1248 werd Mathilde vrouwe van Béthune, Dendermonde, Richebourg en Waasten, alsook beschermvrouwe van de Sint-Vaastabdij in Atrecht. Haar echtgenoot Gwijde van Dampierre liet zich vanaf oktober 1249 de eigenaar van deze heerlijkheden en abdij noemen.
Mathilde van Béthune overleed in oktober 1264. Haar zwarte marmeren tombe werd bijgezet in de Sint-Hubertuskapel in de Abdij van Flines.

## Nakomelingen
Mathilde en Gwijde van Dampierre kregen acht kinderen:
- Robrecht III (1249-1322), graaf van Vlaanderen
- Willem (1249-1311), heer van Dendermonde
- Jan (1250-1291), bisschop van Metz en prins-bisschop van Luik
- Margaretha (1251-1285), huwde in 1273 met hertog Jan I van Brabant.
- Boudewijn (1252-1296)
- Maria (1253-1297), huwde eerst in 1266 met graaf Willem V van Gulik en daarna in 1281 met heer Simon van Château-Villain.
- Beatrix, (1253-1296), huwde in 1269 met graaf Floris V van Holland
- Filips (1257-1308), graaf van Teano

## Voorouders
| Voorouders van Mathilde van Béthune | Voorouders van Mathilde van Béthune                                     | Voorouders van Mathilde van Béthune                                     | Voorouders van Mathilde van Béthune                                     | Voorouders van Mathilde van Béthune                                     | Voorouders van Mathilde van Béthune                                     | Voorouders van Mathilde van Béthune                                     | Voorouders van Mathilde van Béthune                                     | Voorouders van Mathilde van Béthune                                     |
| ----------------------------------- | ----------------------------------------------------------------------- | ----------------------------------------------------------------------- | ----------------------------------------------------------------------- | ----------------------------------------------------------------------- | ----------------------------------------------------------------------- | ----------------------------------------------------------------------- | ----------------------------------------------------------------------- | ----------------------------------------------------------------------- |
| Overgrootouders                     | Robrecht V van Béthune (1120-1190) ∞ Adelheid (-)                       | Robrecht V van Béthune (1120-1190) ∞ Adelheid (-)                       | ? (-) ∞ ? (-)                                                           | ? (-) ∞ ? (-)                                                           | ? (-) ∞ ? (-)                                                           | ? (-) ∞ ? (-)                                                           | ? (-) ∞ ? (-)                                                           | ? (-) ∞ ? (-)                                                           |
| Grootouders                         | Willem II van Béthune (?-1214) ∞ Machteld van Dendermonde (?-1224)      | Willem II van Béthune (?-1214) ∞ Machteld van Dendermonde (?-1224)      | Willem II van Béthune (?-1214) ∞ Machteld van Dendermonde (?-1224)      | Willem II van Béthune (?-1214) ∞ Machteld van Dendermonde (?-1224)      | Arnaud de Morialmez (-) ∞ Johanna van Bailleul (-)                      | Arnaud de Morialmez (-) ∞ Johanna van Bailleul (-)                      | Arnaud de Morialmez (-) ∞ Johanna van Bailleul (-)                      | Arnaud de Morialmez (-) ∞ Johanna van Bailleul (-)                      |
| Ouders                              | Robrecht VII van Béthune (1200-1248) ∞ 1186 Elisabeth van Morialmez (–) | Robrecht VII van Béthune (1200-1248) ∞ 1186 Elisabeth van Morialmez (–) | Robrecht VII van Béthune (1200-1248) ∞ 1186 Elisabeth van Morialmez (–) | Robrecht VII van Béthune (1200-1248) ∞ 1186 Elisabeth van Morialmez (–) | Robrecht VII van Béthune (1200-1248) ∞ 1186 Elisabeth van Morialmez (–) | Robrecht VII van Béthune (1200-1248) ∞ 1186 Elisabeth van Morialmez (–) | Robrecht VII van Béthune (1200-1248) ∞ 1186 Elisabeth van Morialmez (–) | Robrecht VII van Béthune (1200-1248) ∞ 1186 Elisabeth van Morialmez (–) |
| Mathilde van Béthune (1226–1305)    |                                                                         |                                                                         |                                                                         |                                                                         |                                                                         |                                                                         |                                                                         |                                                                         |